# Dominique Baloup
Pour les articles homonymes, voir Baloup.
Dominique Baloup, né le 12 novembre 1957 à La Réole, est un joueur français de rugby à XIII.
Il devient président de la fédération française de rugby à XIII  en juin 2023, à la suite de la démission de son prédécesseur.

## Présidence de la fédération française de rugby à XIII

### Election en 2023
En décembre 2020, Dominique Baloup rejoint la liste présentée par Luc Lacoste pour la présidence de la Fédération française de rugby à XIII. L. Lacoste devient président au terme d'une décision de la l'assemblée générale et D. Baloup y est nommé secrétaire général,.
En juin 2023, Luc Lacoste démissionne de sa fonction de président de la Fédération française de rugby à XIII en juin 2023 après le retrait de l'organisation de la Coupe du monde de rugby à XIII à la France et pour des raisons de santé. Dominique Baloup, alors secrétaire général de la fédération, devient le président par délégation le temps d'organiser l'assemblée générale pour une nouvelle élection. D. Baloup porte ainsi sa candidature à l'assemblée générale de ladite fédération le 9 septembre 2023 au stade Gilbert-Brutus de Perpignan et est élu avec 85,4% des voix.

### Actions entreprises
Lors de sa deuxième d'année de présidence, il lance la célébration des 90 ans de la fédération.

## Palmarès

### Détails en sélection
| Matchs internationaux de Dominique Baloup | Matchs internationaux de Dominique Baloup | Matchs internationaux de Dominique Baloup | Matchs internationaux de Dominique Baloup | Matchs internationaux de Dominique Baloup | Matchs internationaux de Dominique Baloup | Matchs internationaux de Dominique Baloup | Matchs internationaux de Dominique Baloup | Matchs internationaux de Dominique Baloup | Matchs internationaux de Dominique Baloup | Matchs internationaux de Dominique Baloup | Matchs internationaux de Dominique Baloup |
|                                           | Date                                      | Adversaire                                | Résultat                                  | Compétition                               | Poste                                     | Points                                    | Essais                                    | Pen.                                      | Drops                                     |                                           |                                           |
| ----------------------------------------- | ----------------------------------------- | ----------------------------------------- | ----------------------------------------- | ----------------------------------------- | ----------------------------------------- | ----------------------------------------- | ----------------------------------------- | ----------------------------------------- | ----------------------------------------- | ----------------------------------------- | ----------------------------------------- |
| sous les couleurs de la France            |                                           |                                           |                                           |                                           |                                           |                                           |                                           |                                           |                                           |                                           |                                           |
| 1.                                        | 6 mars 1983                               | Grande-Bretagne                           | 5-17                                      | Test-match                                | Deuxième ligne                            | 2                                         | -                                         | 1                                         | -                                         |                                           |                                           |
| 2.                                        | 29 janvier 1984                           | Grande-Bretagne                           | 0-12                                      | Test-match                                | Troisième ligne                           | -                                         | -                                         | -                                         | -                                         |                                           |                                           |
| 3.                                        | 17 février 1984                           | Grande-Bretagne                           | 0-10                                      | Test-match                                | Troisième ligne                           | -                                         | -                                         | -                                         | -                                         |                                           |                                           |
| 4.                                        | 1er mars 1985                             | Grande-Bretagne                           | 4-50                                      | Test-match                                | Troisième ligne                           | -                                         | -                                         | -                                         | -                                         |                                           |                                           |

### Détails en club
| Saison  | Saison                  | Championnat           | Championnat | Coupe           | Coupe      | Sélection | Sélection | Sélection | Sélection | Sélection | Sélection | Sélection |
| Saison  | Saison                  | Comp.                 | Class.      | Comp.           | Class.     | Comp.     | M         | Pts       | Ess.      | Buts      | Dp.       |           |
| ------- | ----------------------- | --------------------- | ----------- | --------------- | ---------- | --------- | --------- | --------- | --------- | --------- | --------- | --------- |
| 1976-77 | La Réole XIII           | Championnat de France |             | Coupe de France | 1/4 finale |           |           |           |           |           |           |           |
| 1977-78 | La Réole XIII           | Championnat de France |             | Coupe de France |            |           |           |           |           |           |           |           |
| 1978-79 | La Réole XIII           | Championnat de France |             | Coupe de France |            |           |           |           |           |           |           |           |
| 1979-80 | La Réole XIII           | Championnat de France | 16e         | Coupe de France |            |           |           |           |           |           |           |           |
| 1980-81 | La Réole XIII           | Championnat de France | 14e         | Coupe de France | 1/8 finale |           |           |           |           |           |           |           |
| 1981-82 | La Réole XIII           | Championnat de France | 1/4 finale  | Coupe de France | 1/4 finale |           |           |           |           |           |           |           |
| 1982-83 | La Réole XIII           | Championnat de France | 11e         | Coupe de France | 1/8 finale |           | 1         | 2         | -         | 1         | -         |           |
| 1983-84 | La Réole XIII           | Championnat de France | 14e         | Coupe de France |            |           | 2         | -         | -         | -         | -         |           |
| 1984-85 | Toulouse olympique XIII | Championnat de France | 1/2 finale  | Coupe de France | 1/8 finale |           | 1         | -         | -         | -         | -         |           |
| 1985-86 | Toulouse olympique XIII | Championnat de France | 1/4 finale  | Coupe de France | 1/4 finale |           |           |           |           |           |           |           |
| 1986-87 | Toulouse olympique XIII | Championnat de France | 1/4 finale  | Coupe de France | 1/4 finale |           |           |           |           |           |           |           |
| 1987-88 | Toulouse olympique XIII | Championnat de France | 1/4 finale  | Coupe de France | 1/8 finale |           |           |           |           |           |           |           |
| 1988-89 | RC Albigeois            | Championnat de France |             | Coupe de France |            |           |           |           |           |           |           |           |